# Stéphanie Black
Pour les articles homonymes, voir Black.
Stéphanie Black est une réalisatrice et productrice américaine de documentaires.

## Filmographie
- 1990 : H-2 Worker
- 2001 : Life and Debt
- 2005 : Being Bobby Brown
- 2008 : Africa Unite: A Celebration of Bob Marley's 60th Birthday
- 2012 : OnePeople: The Celebration